# Джебол
Джебол — река в России, протекает по Троицко-Печорскому району Республики Коми. Устье реки находится в 36 км от устья Северной Мылвы по правому берегу. Длина реки составляет 35 км.
Исток реки в болотах в 22 км к юго-востоку от посёлка Белый Бор. Река течёт на северо-запад, всё течение проходит по ненаселённому заболоченному таёжному лесу, русло извилистое.
Приток — Ичет-Джебол (правый). Впадает в Северную Мылву чуть выше посёлка Белый Бор.

## Данные водного реестра
По данным государственного водного реестра России относится к Двинско-Печорскому бассейновому округу, водохозяйственный участок реки — Печора от истока до водомерного поста у посёлка Шердино, речной подбассейн реки — Бассейны притоков Печоры до впадения Усы. Речной бассейн реки — Печора.
Код объекта в государственном водном реестре — 03050100112103000060047.